# Anhydrophryne ngongoniensis
Anhydrophryne ngongoniensis es una especie  de anfibios de la familia Pyxicephalidae.

## Distribución geográfica
Es endémica de Sudáfrica.  

## Estado de conservación
Se encuentra amenazada de extinción por la pérdida de su hábitat natural a un ritmo rápido, debido a la deforestación, la propagación de los árboles de acacias invasoras (bajar el nivel freático), y el impacto de los regímenes de incendios inapropiados. Otras amenazas incluyen las plantaciones forestales, el pastoreo excesivo, la fragmentación, el polvo y el daño del hábitat debido a las actividades agrícolas.